# Jerry Buss
Gerald Hatten Buss (Salt Lake City, 27 de janeiro de 1933 – Los Angeles, 18 de fevereiro de 2013), conhecido como Jerry Buss, foi um diretor e executivo de basquetebol profissional e presidente dos Los Angeles Lakers.